# 黄甲镇
黄甲镇，是中华人民共和国安徽省安庆市桐城市下辖的一个乡镇级行政单位。

## 行政区划
黄甲镇下辖以下地区：
葛湾村、黄铺村、向阳村、汪河村、三新村、水岭村、石窑村和杨头村。